# Cal Mas de l'Espasa
Cal Mas de l'Espasa és un edifici de Calafell (Baix Penedès) protegit com a bé cultural d'interès local.

## Descripció
És un edifici de planta trapezoïdal constituït per quatre cossos units entre si. Consta de planta baixa, un planta pis i un badalot d'escala mitjançant el qual s'accedeix a un terrat, que no és original. La resta de la coberta és, actualment, de dues vessants, de teula àrab amb el carener perpendicular a la façana principal. La façana és orientada a sud-oest i disposa de diferents obertures, algunes de les quals són fetes amb elements de pedra tallada i d'altres no són originals. La façana és arrebossada i pintada de color blanc.
A la façana nord-oest hi ha, sobresortint del pla, una estructura semicircular, la qual està parcialment arrebossada. La resta del parament no mostra cap revestiment i s'observa la fàbrica a la vista. La façana nord-est no té cap mena de revestiment i s'observa una disposició desordenada de les obertures. A la planta baixa hi ha una porta amb llinda de fusta tapiada amb maçoneria i un portal d'arc escarser obert posteriorment. Al costat esquerre hi ha un tancat amb un portal rectangular que dona al pati. Aquests portals queden elevats respecte del terreny natural a causa de les excavacions arqueològiques que es van realitzar en aquest indret, cosa que n'impossibilita l'ús. La casa és envoltada, per dues de les seves cares per dos patis situats a diferent nivell.
Els patis són tancats per un mur de maçoneria i obra ceràmica i tenen dos accessos, un des del carrer de l'Aire i l'altre, l'esmentat anteriorment. A la planta baixa els diferents murs de càrrega distribueixen dependències com la cuina, una sala, un traster en dos nivells i el vestíbul amb l'escala d'accés a la primera planta. En aquesta hi ha un espai central distribuïdor, des del que continua l'escala fins a la coberta, quatre dormitoris, un bany i un traster amb un altell. A l'interior de l'edifici hi ha una sitja i dos cups, i a l'exterior un pou i un cobert. El sistema constructiu és de tipus tradicional amb murs de càrrega i sostres unidireccionals de bigues de fusta. La coberta de bigues de fusta i teules àrabs. Els murs són de maçoneria i de maó massís. L'escala és de volta catalana. Les obertures són de pedra tallada d'origen local.